# Lithothamnion murmanicum
Lithothamnion murmanicum Elenkin, 1905  é o nome botânico  de uma espécie de algas vermelhas  pluricelulares do gênero Lithothamnion, subfamília Melobesioideae.
- São algas marinhas encontradas na Escandinávia.

## Sinonímia
- Lithothamnion murmanicum f. globosum  E. Zinova, 1912
- Lithothamnion murmanicum f. pulvinatum  E. Zinova, 1912